# Воскресенская соборная церковь (Нижний Новгород)
Церковь Обновления храма Воскресения Христова (Воскресенская соборная) — утраченный православный храм в историческом центре Нижнего Новгорода. Располагалась в юго-западной части Нижегородского кремля, между Никольской башней и зданием присутственных мест (по современной топографии — рядом с одиннадцатым корпусом кремля).    
Деревянный храм был построен не позже 1621 года, как соборная церковь женского Воскресенского монастыря. Стараниями протопопа Ивана Неронова на средства солепромышленника Семёна Филипповича Задорина в 1647 году был отстроен каменный трёхпрестольный храм.     
После упразднения монастыря в 1723 году церковь стала приходской, но за малочисленностью прихода была упразднена и разобрана на кирпич в 1780-е годы.                   

## История

### Воскресенский женский монастырь
Воскресенский женский монастырь находился в нижегородском кремле между Никольской башней и зданием присутственных мест. Кем и когда он был основан, неизвестно. Впервые упоминался в Нижегородской сотной грамоте 1621 года. По местному преданию, в XV веке в монастыре приняла постриг в монахини знаменитая новгородская посадница Марфа Борецкая, скончавшаяся здесь же в 1503 году (предание не подтверждено какими-либо историческими документами; также существует версия, что Марфа Борецкая приняла постриг в нижегородском Зачатьевском монастыре).
С Воскресенским монастырём связаны интересные исторические факты: в 1630-х — 1640-х годах здесь служил известный деятель церковного раскола протопоп Иван Неронов. Согласно житию протопопа, именно его силами был воссоздан Воскресенский монастырь. С помощью прихожан он отстроил при обители особый приют в трапезу для странников и больных, где собиралось до ста человек нуждающихся. При Воскресенской церкви Нероновым была открыта школа. Здесь же он, как полагают исследователи его биографии, впервые ввёл проповедь и «единогласное пение». 
Стараниями Неронова на месте прежней деревянной церкви была выстроена новая каменная трёхпрестольная церковь в честь Обновления храма Воскресения Христова с приделами Иоанна Златоустого и святой великомученицы Екатерины. Храм строился на средства и силами нижегородского гостя солепромышленника Семёна Задорина, который ранее возвёл церковь Святого Николая Чудотворца на Нижнем посаде и старую церковь Рождества Богородицы. Строительство было завершено в 1647 году.
В XVII веке Воскресенский монастырь имел во владении небольшой сенокос за Волгой и восемь торговых лавок в разных рядах. Кроме того, у него была земля, сдававшаяся в наём для поселения, и 140 приходских дворов, из которых 30 занимали соборные церковные служители и архиерейские певчие. В штате монастыря состояли игуменья и 25 монахинь, священник, диакон, просвирня и пономарь.
В начале XVIII века в обители было всего лишь семь стариц. К тому же монастырь сильно пострадал в Большом пожаре 1715 года: в Воскресенской соборной церкви обрушились своды, сгорели Святые ворота, ограда и кельи. Из-за малочисленности архиепископ Питирим на основании духовного регламента, в 1723 году упразднил монастырь. Монахинь перевели в Происхожденческий монастырь, к которому перешло всё имущество Воскресенской обители.        

### Приходская церковь
При упразднении монастыря в 1723 году Воскресенская церковь была обращена сначала в ружную (безземельную), а позже в приходскую. В 1780-е годы, при епископе Дамаскине, за малочисленностью прихода, церковь была упразднена и из-за ветхости здания разобрана. Кирпич был употреблён на постройку колокольни семинарской церкви во имя Иоанна Дамаскина.